# Kōyu Shurei
Kōyu Shurei (珠黎 こうゆ, Shurei Kōyu) est une dessinatrice japonaise. Elle est principalement connue pour être l’auteur du manga Alichino.

## Biographie
Kōyu Shurei a produit des illustrations pour plusieurs séries de romans[Lesquels ?], des couvertures pour le magazine shojo Cobalt (édité par Shūeisha). Elle reçoit d'ailleurs un prix pour ses illustrations en 1995[réf. nécessaire].
Elle a également réalisé des dōjinshi au sein de son cercle Shi no Tenshi[réf. nécessaire] et produit trois volumes du manga Alichino.
Son travail est reconnu pour la délicatesse de ses œuvres très esthétiques. Le travail des lignes flottantes et l'utilisation de lignes fines superposées ainsi que l'utilisation très précise de la couleur avec des motifs très détaillés produisent des « créations d'une facture sublime ».

## Œuvre

### Manga
- Alichino, série de 3 volumes (non terminé).

### Illustrations
- Return to Labyrinth

## Récompenses
1995 - Cobalt Illustrator's Award[réf. souhaitée].

## Sources
- (en) Cet article est partiellement ou en totalité issu de l’article de Wikipédia en anglais intitulé « Kouyu Shurei » (voir la liste des auteurs).